# Италијанска кухиња
Италијанску кухињу чини храна која је типично из Италије. Развијала се кроз векове друштвених и економских промена, са коренима који се протежу до антике.
Значајне промене су се десиле са откривањем Новог света и појавом кромпира, парадајза, паприке, кукуруза и шећерне репе, која се појавила у 18. веку. Италијанска кухиња је позната по својој регионалној разноликости, посебно између севера и југа италијанског полуострва. Она нуди обиље укуса, и једна је од најпопуларнијих у свету. Утицала је на неколико кухиња широм света, углавном на кухињу САД.
Италијанска кухиња се генерално карактерише по својој једноставности, где многа јела садрже од два до четири главна састојка. Италијански кувари се углавном ослањају на квалитет састојака, а не на сложену припрему. Састојци и јела се разликују по регионима. Многа јела која су некад била регионална, пролиферисана су са варијацијама широм земље.

## Историја
Италијанска кухиња се развијала кроз векове. Иако се држава позната као Италија није ујединила до 19. века, кухиња може утврдити следљиве корене који се протежу све до 4. века п. н. е. Храна и култура су биле веома важне у то време, што се може видети из књиге куварских рецепата (Apicius)  која датира до првог века п. н. е. Кроз векове, суседне регије, освајачи, врхунски кувари, политички преокрет и откриће Новог света су утицали на њен развој. Италијанска храна је почела да се формира после пада Римског царства, када су различити градови почели да се одвајају и формирају сопствене традиције. Много различитих врста хлеба и тестенине је направљено, а дошло је и до варијација у техникама кувања и припреми. Држава је била подељена. Регионалну кухињу представљају неки од највећих градова у Италији. На пример, Милано (север Италије) је познат по свом рижоту, Болоња (централни/средњи део државе) је познат по свом тортелинију  и Напуљ (југ) је познат по својим пицама и шпагетама.

### Антика
Први познати италијански писац који је писао о храни је био грчки Сицилијанац Аркестратус, из Сиракузе из 4. века п. н. е. Написао је песму која је говорила о употреби „врхунских и сезонских“ састојака. Рекао је да се укуси не смеју маскирати зачинима, биљем или другим зачињавањем. Он је поставио значај на једноставну припрему рибе.
Једноставност је напуштена и замењена културом гастрономије како се римско царство развијало. У време када је „De re coquinaria“ објављена у 1. веку н.е, садржала је 470 рецепата који су позивали на масовну употребу зачина и биљака. Римљани су запошљавали грчке пекаре да производе хлеб и увозили су сир са Сицилије, јер су Сицилијанци имали репутације најбољих произвођача сирева. Римљани су узгајали козе за месарење, и гајили артичоке и празилук.

### Средњи век
Са куварском традицијом из Рима и Атине, кухиња која је настала на Сицилији неки сматрају првом правом италијанском кухињом. Арапи су напали Сицилију у 9. веку, и донели спанаћ, бадем и пиринач. Током 12. века, нормански краљ је истраживао Сицилију и видео људе како праве дуге штапиће који су направљени од брашна и воде и који су се називали „atriya“, које је у ствари постало „trii“, то је назив који се још увек користи за шпагете у јужној Италији. Нормани су тако представили касероле, сланог бакалара и несланог сушеног бакалара, који су и сада популаран у Италији.
Чување хране је било или хемијским путем или физичким, јер замрзавање хране није постојало. Месо и риба би били димљени, сушени или држани на леду. Расол и со су коришћени да би се укиселила храна као што су харинге, и како би се конзервирала свињетина. Коренасто поврће је било чувано у расолу након што је било барено. Други начини чувања који укључују уље, сирће или утапање хране и смрзавање, били су коришћени за чување воћа, ликера, меда и шећера.
Северно-италијански региони показују мешавину германске и романске културе док су јужни одраз арапског утицаја, толико да је медитеранска кухиња била ширење арапске трговине. Најстарија италијанска књига везана за кување је из 13. века „Liber de  coquina“ је написана у Напуљу. Јела укључују купус „на римски начин“ , „ad usum campanie“ су били мали листови припремљени на кампански начин, то је јело са бобом од Марка ди Трависа, пита, „compositum londardicum“ која је слична јелима која се и данас припремају. Друге две књиге из 14. века имају и рецепте за римски пастело, лазање, и указују на коришћење соли са Сардиније или Кјође.
У 15. веку, Маестро Мартино је био главни кувар у Акилејском патријархату у Ватикану. Његова књига „Libro de arte coquinaria“ описује више префињену и елегантну кухињу. Његова књига садржи рецепт за сицилијанске макароне, које се праве завијањем теста око танке шипке да би се сушили на сунцу. Макарони су се кували у чорби зачињеној шафраном, што је показивало персијске утицаје. Од посебног значаја је Мартиново избегавање претераног зачињавања јела јер је био наклоњен свежем биљу. Римски рецепти садрже копијете (саламу која је сушена на ваздуху) и јела са купусом. Његова јела из Фиренце укључују јаја са болоњеза питом, сиенезе питом и рецепте из Ђенове као што су: пиперата (слаткиши), макароне, пите од спанаћа са луком, пита са бундевом и пита са печуркама.
Мартинов текст је 1475. године био у књизи Бартоломеа Платина која је штампана у Венецији са називом „De honesta voluptate et valetudine“. Платина је ставио Мартинову књигу у регионални значај, писао је о смуђу из језера Мађоре, сардинама из језера Гарда, липену из Аде, кокошкама из Падове, маслинама из Болоње и Пицена, о иверку из Равене, сардинама из језера Тразимено, шаргарепама из Витербоа, бас рибама из Тибера, другим рибама из језера Албано, пужевима из Ријетија, смоквама из Тоскане, грожђу из Нарнија, уљу из Касина, наранџама из Напуља и јегуљама из Кампаније. Зрна из Ломбардије и Кампаније су помињана као и мед са Сицилије и Тарантоа. Вино са лигуријске обале, греко (врста винове лозе) из Тоскане и Сан Северина као и требијано (врста винове лозе) из Тоскане и Пицена су такође у књизи.

### Рано савремено доба
Дворови Фиренце, Рима, Венеције и Фераре били су централни за кухињу. Кристофоро ди Мессисбуго, надзорник Иполита Првог, објавио је „Banchetti Composizioni di Vivande“ 1549. године. Мессисбуго је давао рецепте за пите и тартове (који су садржали 124 рецепта са различитим филовима). Његов рад је наглашавао коришћење источних зачина и шећера.
Године 1570, Бартоломео Скапи, лични кувар папе Пијеа Петог, написао је своју „Оперу“ у пет делова, дајући бистар поглед на италијанску кухињу у том периоду. Она садржи преко 1000 рецепата, са информацијама о банкетима које укључују приказе менија као и илустрације кухиња и посуђа. Ова књига се разликује од већине књига које су писане за краљевске редове зато што даје предност домаћим животињама и живини у односу на дивљач.
Рецепти садрже мање парчиће меса као што су језик, глава и врат. Трећи део „Опере“ има рецепте везане за рибу и Велики пост. Ови рибљи рецепти су једноставни, и подразумевају барење, кување, гриловање и пржење рибе после претходног маринирања.
Посебна пажња је дата сезонама и местима где би риба била упецана. Последњи део укључује пите, воћне пите, крофне и рецепт за слатку наполитанску пицу (али не ова данашња слана верзија, јер парадајз тада није био откривен у Италији). Међутим, нека храна из Новог света као што је кукуруз и ћуретина су били подразумевани.
У првој деценији 17. века, Ђанђакомо Кастелверто је написао „Breve Racconto di Tutte le Radici di Tutte l'Herbe et di Tutti i Frutti“, коју је превео на енглески језик Гилијан Рајли. Првобитно из Модене, Кастелверто се преселио у Енглеску јер је био протестант. Књига има листу италијанског поврћа и воћа као и начин њихове припреме. Он је ставио поврће у главну улогу јела, а не као прилог.
Он је преферирао барено поврће у сланој води и сервирао га је топло или хладно са маслиновим уљем, свеже млевеним бибером, лимуновим, грожђаним или наранџиним соком. Он је такође предлагао печено поврће умотано у влажни папир а преко тога ћумур или жар а преко тога посуто маслиново уље. Кастелвертова књига је подељена на сезоне са изласком изданака у пролеће и тартуфима у зиму, са детаљно описаном применом свиња за проналажење тартуфа.
Године 1662, Бортоломео Стефани, главни кувар код  Мантовског војводства, објавио је „L'Arte di Ben Cucinare“. Он је био први који је понудио одељак са „обичном храном“. Књига је описивала банкет који је организовао војвода Чарлс за шведску краљицу Кристину, са детаљима о храни и постављању стола за госте, као што су: нож, виљушка, кашика, чаша, тањир (уместо чинија које су се често користиле) и салвета.
Друге књиге из тог времена, као „Galatheo“ од Ђованија дела Касе, говоре како се конобари требају понашати док служе госте. Конобари не смеју чешати главу или друге делове тела, или пљувати, шмркати или кашљати или кијати док сервирају салу за ручавање. Књига такође говори о томе да се не користе прсти током јела као и да се брише зној салветом.

### Савремено доба
Почетком 18. века, италијанске кулинарске књиге су почеле наглашавати регионализам италијанске кухиње уместо француске кухиње. Књиге које су тада писане више нису биле упућене професионалним куварима већ буржујским домаћицама. Часописи у форми брошура, као што је „Кувар из Кремоне“ (La cuoca cremonese) из 1974. године, дају низ састојака према сезони, заједно са поглављима о месу, рибама и поврћу. Како је век напредовао, ове књиге су се увећавале по величини, популарности и учесталости.
У 18. веку, медицински списи су упозоравали сељаке да не једу прерађену храну, јер се веровало да је она била лоша за њихово варење, а њихова тела су захтевала јаке оброке. Неки су веровали да су сељаци јели лоше јер су желели тако да једу. Међутим, многи сељаци су морали да једу покварену храну и плеснив хлеб, јер је то било што су могли да приуште.
Године 1779, Антонио Небиа из Мачерате из Марке региона, написао је „Il Cuoco Maceratese“. Небиа се истакао важност локалног поврћа и тестенине, пиринча и њоки. За залихе, он преферира поврће и пилетину више од другог меса.
Године 1773, Вићенцо Корадов наполитански „Il Cuoco Galante“ је посебно нагласио вегетаријанску храну. „Питагорина храна се састоји од свежих биљака, коренова, цветова, плодова, семена као и свега што се производи у земљи за исхрану. Тако се назива зато што је Питагора, као што је познато, користио само такве производе. Нема сумње да је оваква исхрана природнија за човека и да је употреба меса штетна.“ Ово је прва књига која је парадајзу дала централну улогу са тринаест рецепата.
Супа од парадајза у Корадовој књизи је јело слично данашњој тосканској парадајз супи. Корадово издање из 1798. године је представило „расправу на кромпиру“ након успешне промоције од стране Француза Антоана – Августина Парментјера. Године 1970, Франческо Леонарди је у својој књизи „L'Apicio moderno“ скицирао историју италијанске кухиње из Римског доба и дао први рецепт о сосу заснованог на парадајзу.
У 19. веку, Ђовани Вијаларди, кувар краља Виториа Емануела, написао је „A Treatise of Modern Cookery and Patisserie“ са рецептима погодним за скромна домаћинства. Многи од његових рецепата су за регионална јела из Торина, укључујући дванаест за кромпире, као што је ђеновски капо магро. „Il Nuovo Cuoco Milanese Economico“ од Ђованија Феличеа Лураскија из 1829. године је садржао миланска јела попут бубрега са сарделама и лимуном и њоке на римски начин. Ђан Батистина и Ђовани Ратојева „La Cucina Genovese“ из 1871. године се односила на кухињу Лигурије. Ова књига садржи први рецепт за песто. „La Cucina Teorico-Pratica“ написана од стране Иполито Кавалкантија садржи први рецепт за тестенину са парадајзом.
„La Scienza in Cucina e l'Arte di Mangiare Bene“ коју је написао Пелегрино Артузи, први пут је објављена 1891. године. Сматра се основом класичне модерне италијанске кухиње и још увек се штампа. Рецепти из књигу су углавном из Романе и Тоскане, где је он живео.

## Састојци
Италијанска кухиња има велики број разноврсних састојака који се најчешће користе, као што су воће, поврће, сосеви, меса и тако даље. На северу Италије, најчешћи састојци су риба (бакалар), кромпир, пиринач, кукуруз, кобасице, свињетина и различите врсте сирева.  Јела која чине тестенине са парадајзом су распрострањена по читавој Италији. Италијани воле када су њихови састојци свежи и зачињени.
Иако у северној Италији постоји много врста пуњених тестенина, палента и рижото су подједнако популарни, ако не и више. Лигуријски састојци укључују неколико врста јела од рибе и плодова мора, босиљак (има га у песту), а веома су чести и ораси и маслиново уље. У Емилија – Ромања регији, уобичајени састојци обухватају шунку, кобасице, различите врсте салама, тартуфе, житарице, пармезан и парадајз (болоњезе сос или рагу).
Традиционална кухиња централне Италије користи састојке попут парадајза, све врсте меса, рибу и сир. У Тоскани, тестенина се традиционално сервира са сосом од меса (укључујући месо дивљачи). На крају, у јужној Италији, углавном се користи парадајз – свеж или куван као сос, паприка, маслине и маслиново уље, бели лук, артичоке, поморанџе, рикота сир, плави патлиџан, тиквице, одређене врсте риба (сарделе, сардине и туне) и капар који представља саставни део домаће кухиње.
Италијанска кухиња је такође веома позната (и добро цењена) по употреби различитих врста тестенина. Тестенине укључују резанца различитих дужина, ширина и облика. Разликују се по облицима који су названи: пене, макарони, шпагети, лингвини, фузили, лазање, као и многе друге врсте које су пуњене другим састојцима, попут равиолија и тортелинија.
Реч паста такође се користи када се односи на јела у којима су производи од тестенина главни састојак. Обично се служи са сосом. Постоје стотине различитих облика пасте са локално препознатљивим именима.

## Регионалне варијације
Свака област има своје специјалитете, првенствено на регионалном нивоу, али и на покрајинском нивоу. Разлике се могу наћи у суседним земљама (попут Француске и Аустрије), у зависности да ли је регија близу мора или планине, и економији.

### Базиликата
Кухиња Базиликате се углавном базира на јефтиним састојцима и дубоко је усидрена у руралним традицијама.
Базиликата је позната троколију и капунтију, густој и краткој овалној тестенини чији облик се често упоређује са отвореном љуском грашка. Капунти се обично служи са сосом од парадајза или различитим сосовима од меса.
Базиликата је позната и по минералним водама које се продају широм Италије. Извори се углавном налазе у вулканском басену подручја Вултур.

### Кампанија
Кампанија обимно производи парадајз, паприке, млади лук, кромпир, артичоке, мирођију, лимуне и поморанџе. Напуљски залив обезбеђује рибу и морске плодове. Кампанија је један од највећих произвођача и потрошача тестенина у Италији, нарочито шпагета. У регионалној кухињи, тестенине се припремају у различитим стиловима који могу да садрже парадајз сос, сир, шкољке и остриге.
Створена у наполитанској кухињи, пица је постала популарна у многим деловима света. Пица је хлеб који се пече у фуруни у облику диска. Типично је прекривена парадајз сосом, сиром (обично моцарела) и различитим надевима у зависности од културе. Од првобитне пице, развило се још неколико врста пица.

### Лигурија
Лигурија је позната по биљкама и поврћу (као и морским плодовима) у својој кухињи. Пите су популарне јер мешају зеље и артичоке заједно са сиревима, млечном сурутком и јајима. Црни лук и маслиново уље се такође користе. Због недостатка земљишта погодног за пшеницу, Лигуријанци користе леблебије у цицвари и паленти. Цицвара се служи без ичега или са луком, артичокама, кобасицама, сиром или сарделама.

### Ломбардија
Регионална кухиња Ломбардије се у великој мери заснива на састојцима попут кукуруза, пиринча, говедине, свињетине, путера и масти. Јела од пиринча су веома популарна у овом региону и често се могу наћи као супе или рижото. Најпознатија верзија рижота је „рижото на милански начин“, који је зачињен шафраном и који се обично служи са многим миланским главним јелима.

## Структура оброка
Традиционално, оброци у Италији обично садрже четири или пет јела. Посебно током викенда, оброци се често сматрају као време које се проводи са породицом и пријатељима, а не као време само за храну. Стога, оброци имају тенденцију да буду дужи него у другим културама. Током празника као што су Божић и Нова година, гозбе могу трајати сатима.
Данас, традиционални италијански мени се користи за посебне прилике (као што су свадбе), док свакодневни мени укључује само прво и / или друго јело, прилог и кафу. Значајан аспект италијанских јела је да је обично први оброк знатно обимнији, попут рижота или тестенине. Италијанска кухиња такође укључује појединачне оброке (све у једном јелу), који истовремено обезбеђују угљене хидрате и протеине (нпр. тестенине и махунарке).
| Фаза оброка | Састав |
| Аперитив    | Аперитив се обично конзумира као предјело пре великог оброка, може бити: кампари, мартини, ћинзано, лукано, прозеко, аперол, шприц, вермут, негрони. |
| Предјело    | Служи се пре јела, може бити топло или хладно и састоји се од сира, шунке и хлеба. |
| Прво јело   | Прво јело се обично састоји од топлог оброка као што су тестенине, рижото, њоке или супа. |
| Друго јело  | Друго јело, главно јело, је обично риба или месо са кромпиром. Традиционално се најчешће користе телетина, свињетина и пилетина, барем на северу. Говедина и дивљач су постале популарније од Другог светског рата, нарочито у Тоскани. Риба је такође веома популарна, поготово на југу. |
| Прилог      | Прилог може бити салата или кувано поврће. Традиционални мени садржи салату заједно са главним јелом. |
| Сир и воће  | Сир и воће чини први десерт. Локални сиреви могу бити дио предјела или прилога. |
| Десерт      | Десерт чине торте (као што је тирамису), колачи или сладолед. |
| Кафа        | Кафа. |
| Дигестив    | Дигестиви попут ликера. |

## Напици

### Кафа
Италијанска кафа („caffè“), позната и као еспресо, направљена је од мешавине зрна кафе. Зрна су на северу средње, до средње тамно печена, док она постају тамнија како идете ка југу.
Честа погрешна претпоставка је да еспрессо има више кофеина од друге кафе, а заправо је супротно. Дужи период печења производи више кофеина. Модерна еспресо машина, коју је 1937. године изумео Ахил Гагија, користи пумпу и систем притиска водом која се загрева на 90 до 95 степени и примењује се под високим притиском кроз неколико грама фино млевене кафе у 25 - 30 секунди, што доводи до отприлике 25 милилитара течности.

### Алкохолна пића

#### Вино
Италија производи највећу количину вина на свету и највећи је извозник и потрошач вина. Само око четвртина овог вина ставља се у флаше за индивидуалну продају. Две трећине чини вино које се користи за мешање у Француској и Немачкој. Вино дестилирано у алкохолна пића у Италији превазилази производњу вина у целом Новом свету. Постоји двадесет различитих винских регија.
У Италији, вино се обично конзумира (поред воде) у оброцима, који се ретко служе без њега, иако је врло необично да се оброци послужују са било којим другим пићем, алкохолним или другим.

#### Пиво
Италија је има широк избор различитих пива, који су обично бледи лагер (зрело пиво). Пиво није толико популарно и распрострањено као вино (иако се ово мења, а пиво постаје све популарније), док је просечна потрошња пива у Италији мања него у неким другим суседним европским нацијама, као што су Велика Британија, Немачка и Аустрија. Међу бројним популарним брендовима, најпознатије италијанске пиваре су Перони и Морети. Пиво у Италији се често пије у пицеријама, а Јужни Тирол (подручје немачког говорног подручја) је подручје где се пиво производи и конзумира највише.

## Десерти
Из италијанске перспективе, колачи и бомбоне припадају истој категорији слаткиша. Традиционални слаткиши укључују кандирано воће, нугат и орахе, од којих су сви популарни у савременој ери. У средњем веку, северна Италија је постала толико позната по квалитету својих крутих воћних теста (слично мармелади, осим што је довољно чврсто да се обликује у облике) да је „Paste of Genoa“ постало генерично име за висококвалитетно конзервирање воћа.